# Круглохвоста ондатра
{{#ifeq:0|0|{{#if:|{{#if:Neofiberalleni|[[]}}|}}}}
Круглохвоста ондатра (Neofiber alleni) — вид гризунів родини Cricetidae. Вид єдиний у роді Neofiber. Живе тільки на південному сході США, де його природним місцем існування є болота.

## Опис
Круглохвоста ондатра є напівводним і нічним видом, який походить з південного сходу Сполучених Штатів. Серед круглохвостих ондатр спостерігається обмежений статевий диморфізм: дорослі самиці важать в середньому 262 грами, а дорослі самці мають дещо важчу середню вагу — 279 грамів. Круглохвоста ондатра харчується водними травами, включаючи стебла, насіння та коріння водних рослин, щоб підтримувати свій травоїдний спосіб життя. Найпомітнішими хижаками круглохвостих ондатр є болотні яструби та сипухи, але найбільше хижацтво сталося, коли круглохвостих ондатр виявили за межами їхньої звичайної території, через повені. Шерсть новонароджених варіюється від сірого до попелясто-сірого. Дорослі особини мають коричневу шерсть зі світлим хутром на животі. Ця зміна кольору шерсті є результатом ювенільного линяння (між 7 і 30 днями після пологів) і підліткового линяння (між 35 і 50 днями після пологів). Линяння у круглохвостих ондатр спостерігається протягом усього року, але частіше спостерігається восени.

## Розповсюдження
Ця ондатра зустрічається на більшій частині Флориди та в південно-східній Джорджії, за винятком північно-східної Флориди. Це поширення узгоджується зі скам'янілістю круглохвостих ондатр, знайдених у кількох місцях Флориди з пізнього плейстоцену. Це також узгоджується з ареалом ондатри (Ondatra zibethicus), яка відсутня в районах мешкання ондатри круглохвостої через заповнення тієї самої екологічної ніші. Щільність популяції круглохвостих ондатр в середньому становить від 100 до 120 тварин на акр землі.

## Середовище проживання
Перевага віддається великим, високоякісним водно-болотним середовищам у Флориді та південно-східній Джорджії. На земельних ділянках, де багато ВРХ, менш імовірно, що буде розміщено багато (якщо такі є) тварин через негативний вплив випасу на болотну траву, доступну для круглохвостих ондатр. На додаток до активного вибору місць проживання, круглохвоста ондатра переміщується між 10–15 місцями відпочинку в межах свого домашнього середовища проживання. Круглохвості ондатри живуть трохи вище рівня води у своїх заболочених місцях існування. Їхній притулок складається з будиночків, розташованих на шарі густої рослинності, яка була сплетена з рослинного матеріалу, і вони харчуються на кормових платформах, розташованих над рівнем води. Круглохвоста ондатра була описана як соціальні ссавці, але було припущено, що вона може жити в колоніях лише тоді, коли не вистачає відповідного середовища існування.

## Розмноження
Самиці можуть спаровуватися цілий рік, але більшість пологів припадає на осінь. Зазвичай на рік буває від чотирьох до шести приплодів, у яких народжується від одного до чотирьох дитинчат. Самиці вагітні приблизно від 26 до 29 днів, а молодняк досягає статевої зрілості приблизно через 90–100 днів.

## Загрози й охорона
МСОП надає тварині статус LC. Загальна популяція круглохвостої ондатри скоротилася, особливо у Флориді, через втрату середовища існування внаслідок осушення боліт. Засипання та осушення землі, а також проникнення солоної води в болота Флориди призвели до подальшої втрати середовища існування та ізоляції колонії. Ізольовані популяції, зокрема, залежать від постачання прісною водою водно-болотних угідь.
Цей вид зустрічається в кількох заповідних територіях, включаючи Національний заповідник дикої природи Окефенокі, Джорджія; Національний парк Еверглейдс, Флорида; Болотний заповідник Штопор (Національне товариство Одюбона), Флорида; Державний парк Paynes Prairie Preserve, Флорида; та інших керованих районах Флориди. Він захищений від відлову та полювання у Флориді та Джорджії.